# Just Fancy
"Just Fancy" is de tweede single van de Pekelder nederbietgroep Ro-d-Ys uit 1967.
De single is geschreven door bandleider Harry Rijnbergen en geproduceerd door Hans van Hemert. De B-kant van de single was "Gods Of Evil", ook geschreven door Rijnbergen. Het is de titeltrack van het debuutalbum van de groep.Just Fancy. Gearchiveerd op 25 mei 2023. Geraadpleegd op 25 mei 2023. 
"Just Fancy" was de tweede, en laatste, grote hit van de groep. Het bereikte in de nazomer van 1967 de achtste positie in de Nederlandse Top 40. Hierna zou de band nog twee bescheiden Top 40 hits halen (waarbij het nummer "Sleep, Sleep, Sleep" zelfs niet verder dan de 40e plek kwam).

## NPO Radio 2 Top 2000
Just Fancy stond alleen in 1999 in de NPO Radio 2 Top 2000, op plek 1522.